# National Football League 1931
La stagione NFL 1931 fu la 12ª stagione sportiva della National Football League, la massima lega professionistica statunitense di football americano. La stagione iniziò il 13 settembre e si concluse il 13 dicembre 1931 con la vittoria dei Green Bay Packers.
Prima della stagione i Minneapolis Red Jackets e i Newark Tornadoes subirono, a causa della Grande depressione, delle avversità finanziarie che li costrinsero allo scioglimento. I Frankford Yellow Jackets dovettero ritirarsi a stagione già iniziata. Viceversa si unì alla lega la squadra dei Cleveland Indians.

## La stagione
La prima partita della stagione fu giocata il 13 settembre 1931, mentre l'ultima venne disputata il 13 dicembre.

### Risultati della stagione
- V = Vittorie, S = Sconfitte, P = Pareggi, PCT = Percentuale di vittorie, PF = Punti Fatti, PS = Punti Subiti
- Nota: nelle stagioni precedenti al 1972 i pareggi non venivano conteggiati nel calcolo della percentuale di vittorie.

| National Football League |    |    |   |     |     |     |
| Squadra                  | V  | S  | P | PCT | PF  | PS  |
| Green Bay Packers        | 12 | 2  | 0 | 857 | 291 | 87  |
| Portsmouth Spartans      | 11 | 3  | 0 | 786 | 175 | 77  |
| Chicago Bears            | 8  | 5  | 0 | 615 | 145 | 92  |
| Chicago Cardinals        | 5  | 4  | 0 | 556 | 120 | 128 |
| New York Giants          | 7  | 6  | 1 | 538 | 154 | 100 |
| Providence Steam Roller  | 4  | 4  | 3 | 500 | 78  | 127 |
| Staten Island Stapletons | 4  | 6  | 1 | 400 | 79  | 118 |
| Cleveland Indians        | 2  | 8  | 0 | 200 | 45  | 137 |
| Brooklyn Dodgers         | 2  | 12 | 0 | 143 | 64  | 199 |
| Frankford Yellow Jackets | 1  | 6  | 1 | 143 | 13  | 99  |

## Vincitore
| Vincitori del campionato NFL 1931 Green Bay Packers 3º titolo |